# Matorral

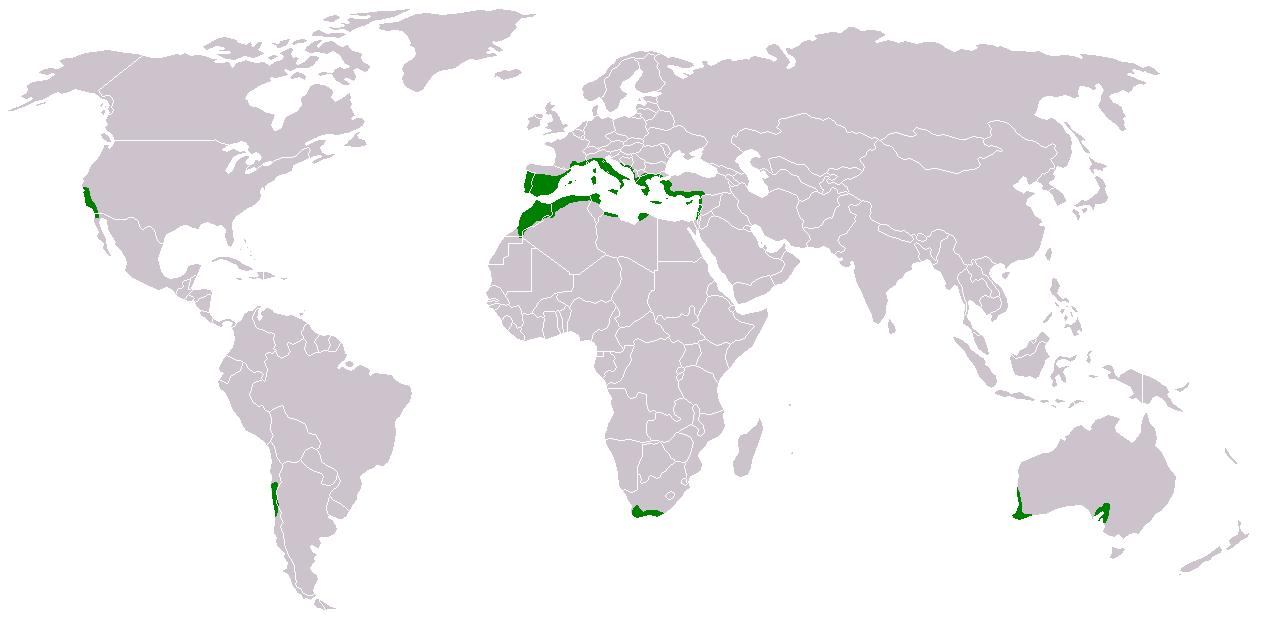
Rozmieszczenie matorralu i innych formacji typu makii

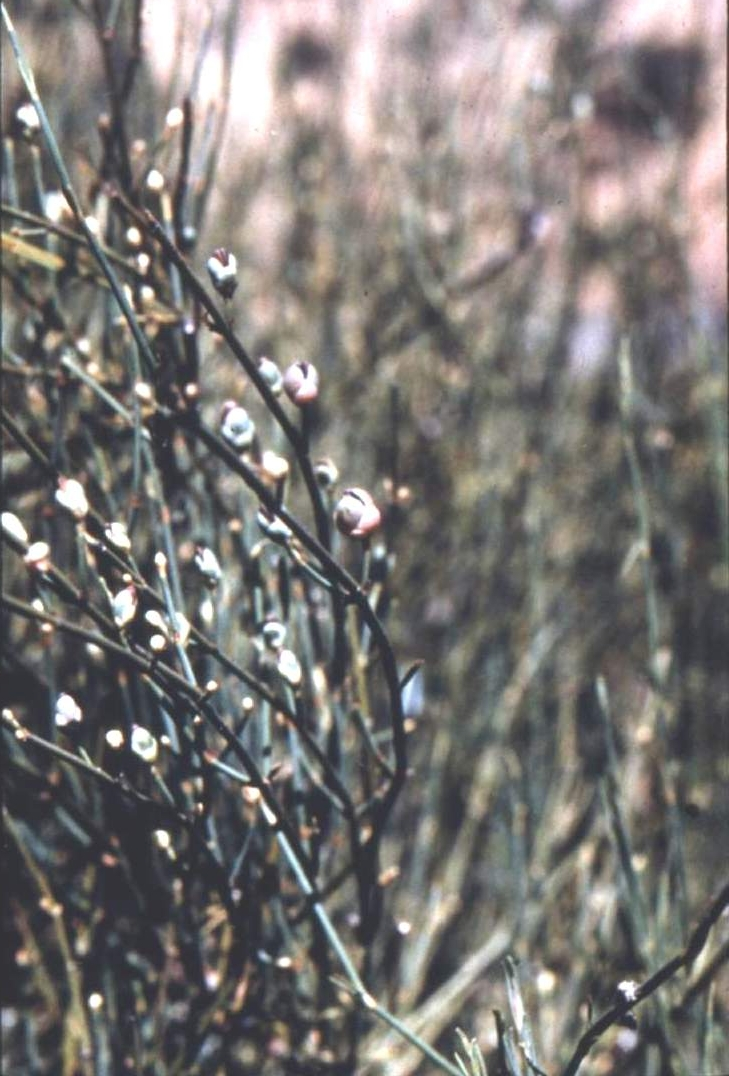
Typowa dla chilijskiego matorralu: Ephedra chilensis

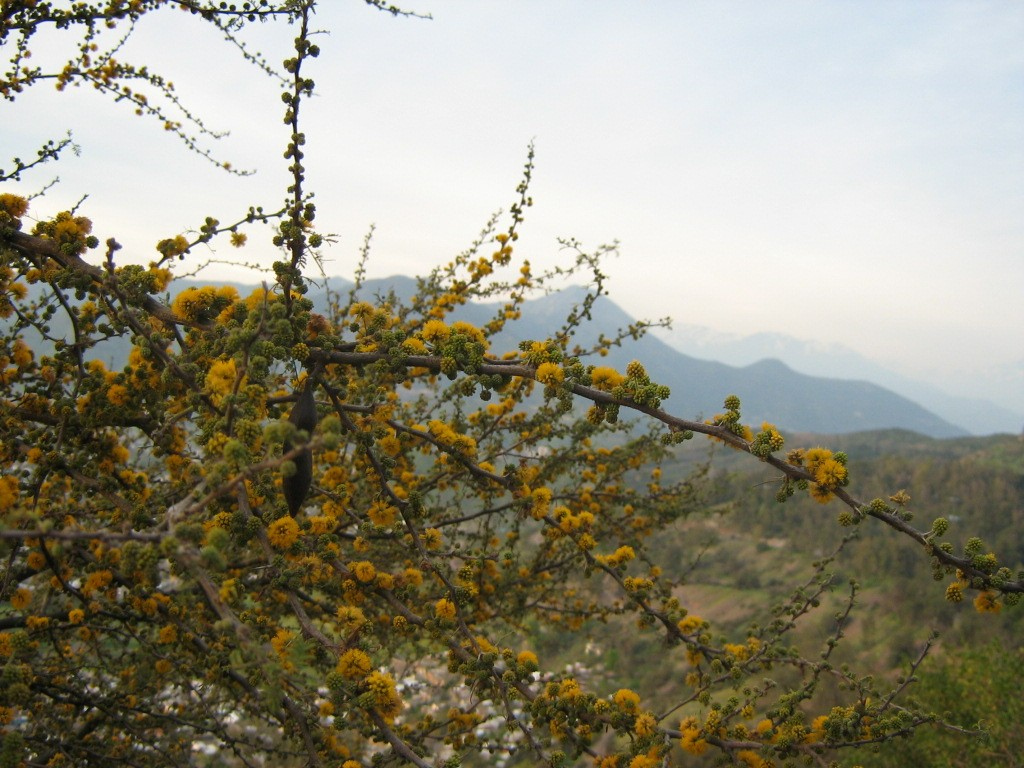
Kwitnąca Acacia caven charakterystyczna dla espinalu

Matorral – formacja roślinna budowana przez roślinność twardolistną występująca na zachodnim wybrzeżu Ameryki Południowej. W ścisłym znaczeniu termin ten dotyczy zarośli, jednak nazwą tą określa się czasem cały zespół zbliżonych formacji o charakterze śródziemnomorskim obejmujący zarówno krzewiaste zarośla, jak i ziołorośla oraz lasy. Matorral zazwyczaj charakteryzuje się umiarkowanym klimatem śródziemnomorskim, z deszczowymi zimami i suchymi latami. W systemie regionalizacji WWF chilijski matorral jest należącym do neotropiku ekoregionem NT1201. Analogiczne formacje roślinne występują w innych obszarach śródziemnomorskiego klimatu, w strefie umiarkowanych szerokości, na zachodnich wybrzeżach kontynentów – makia (z fryganą i garigiem) w basenie Morza Śródziemnego, chaparral w Kalifornii, fynbos w Afryce Południowej, scrub w południowej Australii.
Nazwa matorral lub mattoral pierwotnie dotyczyła zarośli w Hiszpanii, następnie w innych krajach hiszpańskojęzycznych (np. Meksyku z Teksasem), a obecnie bywa stosowana jako uniwersalny synonim twardolistnych zarośli, np. w jednym z tłumaczeń dyrektywy siedliskowej, jednak w polskiej literaturze jako nazwa zbiorcza częściej funkcjonuje nazwa makia, a nazwa matorral zwykle dotyczy roślinności twardolistnej w Chile.

## Obszar i warunki występowania
Matorral zajmuje Dolinę Środkowochilijską w centralnym Chile pomiędzy 32° i 37° szerokości geograficznej południowej. Od zachodu zamyka go Ocean Spokojny a od wschodu Andy. Na północy suche pustynne tereny Atakamy oddzielają matorral od rozciągających się na północy Ameryki Południowej lasów równikowych. Półpustynny region znany jako El Norte Chico, ciągnący się pomiędzy 28° a 32° szerokości geograficznej południowej jest strefą przejściową pomiędzy pustynią Atacama a matorralem. Roczna suma opadów wynosi tam 150–500 mm, a średnia temperatura 13–15 °C. Właściwa strefa roślinności twardolistnej zajmuje tereny o podobnej średniej temperaturze, ale sumie opadów 350–1500 mm. Opady przeważają zimą. Okres suchy może trwać od 1 miesiąca do 7 miesięcy. Na południu leżą chłodniejsze i bardziej wilgotne obszary zajmowane przez lasy waldiwijskie, które stanowią większość południowoamerykańskich wilgotnych lasów strefy umiarkowanej.

## Flora i fauna
W skład południowoamerykańskiej strefy roślinności twardolistnej (ekoregionu matorral chilijski) wchodzą mniejsze formacje roślinne:
- Espinal jest sawanną, w krajobrazie której znaczną rolę ogrywają parasolowate, wysokie na 3 m drzewa Acacia caven (lokalnie zwane espino, stąd nazwa formacji) i cierniste drzewa Prosopis chilensis. Rosną tu przedstawiciele szakłakowatych, bobowatych, puja Puya, Trichocereus i Eulynchia. Runo jest zmienne florystycznie, bez zwartej pokrywy roślinnej[8]. Wiele zbiorowisk espinalowych ulegało na przestrzeni wieków degradacji przez intensywny wypas owiec, kóz i bydła. Formacja ta wykształca się w strefie przejściowej między roślinnością półpustynną i typową twardolistną, w obszarze o rocznej sumie opadów wynoszącej od 150 do 500 mm i średnią roczną temperaturą wynoszącą 13–15 °C[8].
- Przybrzeżny matorral jest niskim, miękkim stepem, który rozciąga się od La Serena na północy do Valparaiso na południu. Typowe gatunki przybrzeżne to Bahia ambrosioides (z rodziny astrowatych), Adesmia microphylla (z rodziny bobowatych), jeden z dzikich gatunków fuksji (Fuchsia lycioides). Przybrzeżny matorral jest podobny do garigu z basenu Morza Śródziemnego i pokrytego przybrzeżnymi zaroślami szałwii wybrzeża południowej Kalifornii.
- Matorral (właściwy) jest formacją zaroślową (potocznie zwaną buszem) budowaną przez rośliny twardolistne, kaktusy (Echinopsis chiloensis), Lithraea venenosa, a także różne gatunki pui Puya (z rodziny bromeliowatych). Duże podobieństwo do kalifornijskiego chaparralu[9] i śródziemnomorskiej makii.
- Lasy i zarośla twardolistne, kiedyś bardziej rozległe, ale obecnie jedynie izolowane płaty na wybrzeżu i terenach podandyjskich. Twardolistne lasy składają się głównie z zimozielonych drzew o skórzastych liściach, w tym peumo (Cryptocarya alba), orcza boldo (Peumus boldus), Maytenus boaria i Jubaea chilensis. Ekoregion ma wiele endemicznych gatunków roślin, z nawiązaniami tak do międzyzwrotnikowej roślinności Ameryki Południowej i Andów, jak i do flory Antarktyki. Wśród nich wyróżnić można kserofityczne lasy boldo, quillai i palmowe oraz wilgotniejsze lasy belloto i peumo. W lasach boldo, z obfitym, kolczastym podszytem, dominantem jest Peumus boldus. Występują one na północnych stokach Kordyliery Nadbrzeżnej. Tworzą drzewostany o wysokości 12–15 m. Lasy quillai, gdzie dominantem jest mydłodrzew właściwy Quillaja saponaria, są rzadsze, a ich pozostałości częstsze są na południu. Lasy palmowe występujące głównie w północnej części strefy (w Kordylierze Nadbrzeżnej) budowane są głównie przez palmę jubea. Lasy belloto, zdominowane przez Beilschmiedia miersii, są gęstsze, z bogatą warstwą krzewów, lian i epifitów. Utrzymuje się głównie w górach, w obszarach mglistych. Lasy peumo, zdominowane przez Cryptocarya, występują na południu, w strefie wilgotniejszej, i nawiązują florystycznie do lasów południowych[8].

Tereny chilijskiego matorralu są siedliskiem wielu specyficznych dla regionu gatunków zwierząt. Gatunkiem występującym na wolności wyłącznie na terytorium Chile, z centrum zasięgu w ekosystemie matorralu jest koszatniczka. Zamieszkują tutaj także kolpeo, płomykówka zwyczajna, czy należąca do jastrzębiowatych aguja.

## Zagrożenia i ochrona
Tereny matorralu są najgęściej zaludnionymi regionami Chile. Dolina Środkowochilijska jest głównym rolniczym regionem Chile, a więc przedmiotem ekstensywnego wypasu, wyrębu i urbanizacji. Matorral jest w najmniejszym stopniu chronionym przez parki narodowe i rezerwaty przyrody ekoregionem Chile.